# Jackie Chan (chanson)
Pour l’article homonyme, voir Jackie Chan.
Jackie Chan est une chanson du rappeur canadien Preme en collaboration avec le rappeur américain Post Malone, présente sur l'album Light of Day de Preme, sorti le 4 mai 2018. Après avoir entendu le vocal en studio, le DJ néerlandais Tiësto et le DJ canadien Dzeko décident de sortir une nouvelle version du titre, plus orientée club, et de la sortir en single.

## Version de Tiësto et Dzeko
Singles par Tiësto
Break the House Down
(2018) Wow
(2018)
Singles par Dzeko
Blue
(2018) Try Not to Love You
(2018)
Singles par Preme
Hot Boy
(2018)
Singles par Post Malone
Ball for Me
(2018) Better Now
(2018)
Cette version est créditée sous Tiësto et Dzeko featuring Preme et Post Malone. Le single sort le 18 mai 2018, et est par la suite inclus sur l'album The London Sessions de Tiësto sorti en 2020. La chanson fait référence à l'acteur du même nom.
Le clip vidéo sort le 2 juillet 2018 sur la chaîne Youtube de Tiësto et est réalisé par Jay Martin. Il montre des versions animées basées sur Minecraft de Preme et Post Malone, conduisant une limousine dans une ville futuriste.

### Liste des pistes
| 1. | Jackie Chan | 3:35 |

| 1. | Jackie Chan (Tiësto Big Room Remix) | 3:18 |
| 2. | Jackie Chan (M-22 Remix)            | 3:36 |
| 3. | Jackie Chan (Lookas Remix)          | 3:39 |
| 4. | Jackie Chan (Hugel Remix)           | 3:37 |
| 5. | Jackie Chan (Sebastian Perez Remix) | 3:44 |

| 1. | Jackie Chan (Keanu Silva Remix)   | 2:35 |
| 2. | Jackie Chan (Holy Goof Remix)     | 3:22 |
| 3. | Jackie Chan (Bolier Remix)        | 3:15 |
| 4. | Jackie Chan (David Puentez Remix) | 3:26 |
| 5. | Jackie Chan (Daijo Remix)         | 3:20 |
| 6. | Jackie Chan (Mandy Remix)         | 3:00 |

| 1. | Jackie Chan (Laidback Luke Remix) | 2:13 |

### Classements hebdomadaires
| Classements (2018)                      | Meilleure position |
| --------------------------------------- | ------------------ |
| Allemagne (Media Control AG)            | 25                 |
| Australie (ARIA)                        | 13                 |
| Autriche (Ö3 Austria Top 40)            | 19                 |
| Belgique (Flandre Ultratop 50 Singles)  | 13                 |
| Belgique (Wallonie Ultratop 50 Singles) | 5                  |
| Canada (Hot 100)                        | 7                  |
| Danemark (Tracklisten)                  | 6                  |
| Écosse (OCC)                            | 7                  |
| Espagne (PROMUSICAE)                    | 62                 |
| États-Unis (Hot 100)                    | 52                 |
| Finlande (Suomen virallinen lista)      | 10                 |
| France (SNEP)                           | 46                 |
| France (SNEP Ventes)                    | 54                 |
| Irlande (IRMA)                          | 6                  |
| Italie (FIMI)                           | 18                 |
| Norvège (VG-lista)                      | 13                 |
| Nouvelle-Zélande (RMNZ)                 | 7                  |
| Pays-Bas (Nederlandse Top 40)           | 2                  |
| Pays-Bas (Single Top 100)               | 7                  |
| Portugal (AFP)                          | 18                 |
| Royaume-Uni (UK Singles Chart)          | 5                  |
| Suède (Sverigetopplistan)               | 20                 |
| Suisse (Schweizer Hitparade)            | 27                 |